# Falsche Welt, dir trau ich nicht
Falsche Welt, dir trau ich nicht (Monde perfide, je ne te fais pas confiance) (BWV 52) est une cantate religieuse de Johann Sebastian Bach composée à Leipzig en 1726.

## Histoire et livret
Bach écrivit cette cantate pour soprano solo durant sa quatrième année à Leipzig et la dirigea le 24 novembre 1726 à l'occasion du vingt-troisième dimanche après la Fête de la Sainte Trinité. Pour cette destination liturgique, deux autres cantates ont franchi le seuil de la postérité : les BWV 139 et 163. 
C'est l'une des quatre cantates d'église de Bach composées pour soprano (les autres étant Jauchzet Gott in allen Landen, BWV 51 Ich bin vergnügt mit meinem Glücke, BWV 84 et Mein Herze schwimmt im Blut, BWV 199). Il y a cependant plusieurs cantates profanes pour soprano solo (BWV 202, 204, 209 et 210). Le livret est tiré d'un poème d'Adam Reusner pour le sixième mouvement et de textes d'auteurs inconnus pour les autres.
Les lectures prescrites étaient Phil 3,17 à 21 et Mt 22,15 à 22, relatives à la question des impôts à laquelle Jésus répondit : « Rendez à César … ». Le librettiste inconnu tire de l'Évangile que le monde est trompeur et faux, et illustre cela par l'assassinat d'Abner par Joab, décrit au 2 Sam 3,27. Il invite à se détourner du monde et à se consacrer entièrement à Dieu. Le choral final est la première strophe de In dich hab ich gehoffet, Herr, d'Adam Reusner (1533). La ligne correspond à la dernière ligne du Te Deum. Bach reprit la quatrième strophe du choral, Mir hat die Welt trüglich gericht dans la Passion selon saint Matthieu.

## Structure et instrumentation
La cantate est écrite pour soprano solo, un choral à quatre voix (uniquement dans le chœur final), deux cors, trois hautbois, basson, deux violons, alto, orgue et basse continue.
1. sinfonia
2. récitatif : Falsche Welt, dir trau ich nicht
3. aria : Immerhin, immerhin, wenn ich gleich verstoßen bin
4. récitatif : Gott ist getreu
5. aria : Ich halt es mit dem lieben Gotte
6. choral : In dich hab ich gehoffet, Herr

## Musique
La cantate est certes composée pour un soliste mais l'instrumentation n'en est pas moins riche. Comme pour d'autres cantates de la dernière période de Leipzig, Bach utilise un mouvement instrumental antérieur pour la Sinfonia introductive, ici le mouvement d'ouverture de son premier concerto brandebourgeois dominé par les cors et les hautbois, dans sa première version sans violon piccolo. Dans la première aria, la soprano est accompagnée par deux violons, et par trois hautbois dans la deuxième aria de caractère dansant.
Les deux cors de la Sinfonia ne reviennent que dans le chœur final, le premier cor renforçant la soprano, le deuxième cor jouant une cinquième voix.